# Gueberschwihr
Gueberschwihr (en alsacià Gawerschwihr) és un municipi francès, situat a la regió del Gran Est, al departament de l'Alt Rin. L'any 1999 tenia 816 habitants.

## Demografia
| 1962 | 1968 | 1975 | 1982 | 1990 | 1999 |
| ---- | ---- | ---- | ---- | ---- | ---- |
| 796  | 840  | 779  | 727  | 703  | 816  |

## Administració
| Període   | Identitat       | Partit |
| --------- | --------------- | ------ |
| 2001-2008 | Annie Humbrecht |        |
| 2008-     | Roland Husser   |        |